# Улица Проходчиков (Москва)
Улица Прохо́дчиков — улица на северо-востоке Москвы в Ярославском районе Северо-Восточного административного округа, параллельная Ярославскому шоссе, идёт до улицы Ротерта. Бывшие 1—3-й проезд в составе бывшего города Бабушкин, переименованы в 1969 году.
Современное название, как и исходное, дано в связи с тем, что здесь проживали строители Московского метрополитена, в том числе проходчики. В мае 2017 года большинство жилой застройки Метрогородка было включено в перечень домов, по которым пройдёт голосование жителей о включении в проект программы реновации жилья.

## Расположение
Улица Проходчиков начинается от Ярославского шоссе напротив Федоскинской улицы, вскоре поворачивает под прямым углом и продолжается параллельно шоссе с юго-запада на северо-восток. Пересекает Малыгинский проезд и дважды пересекает улицу Ротерта, которая имеет петлеобразную конфигурацию. Оканчивается у поймы реки Ичка в непосредственной близи от 94 км МКАД и её развязки с Ярославским шоссе. По правой стороне улицы простирается лесной массив национального парка «Лосиный остров».

## Транспорт
По улице Проходчиков проходят автобусы 544, 244, 375, с15.

## Происшествия
29 июня 2020 год в пятиэтажном доме № 3 по улице Проходчиков произошел взрыв, после чего начался пожар. СМИ сообщили о семи пострадавших. В результате происшествия дом был признан аварийным, расселён и снесён в июне 2022 года.

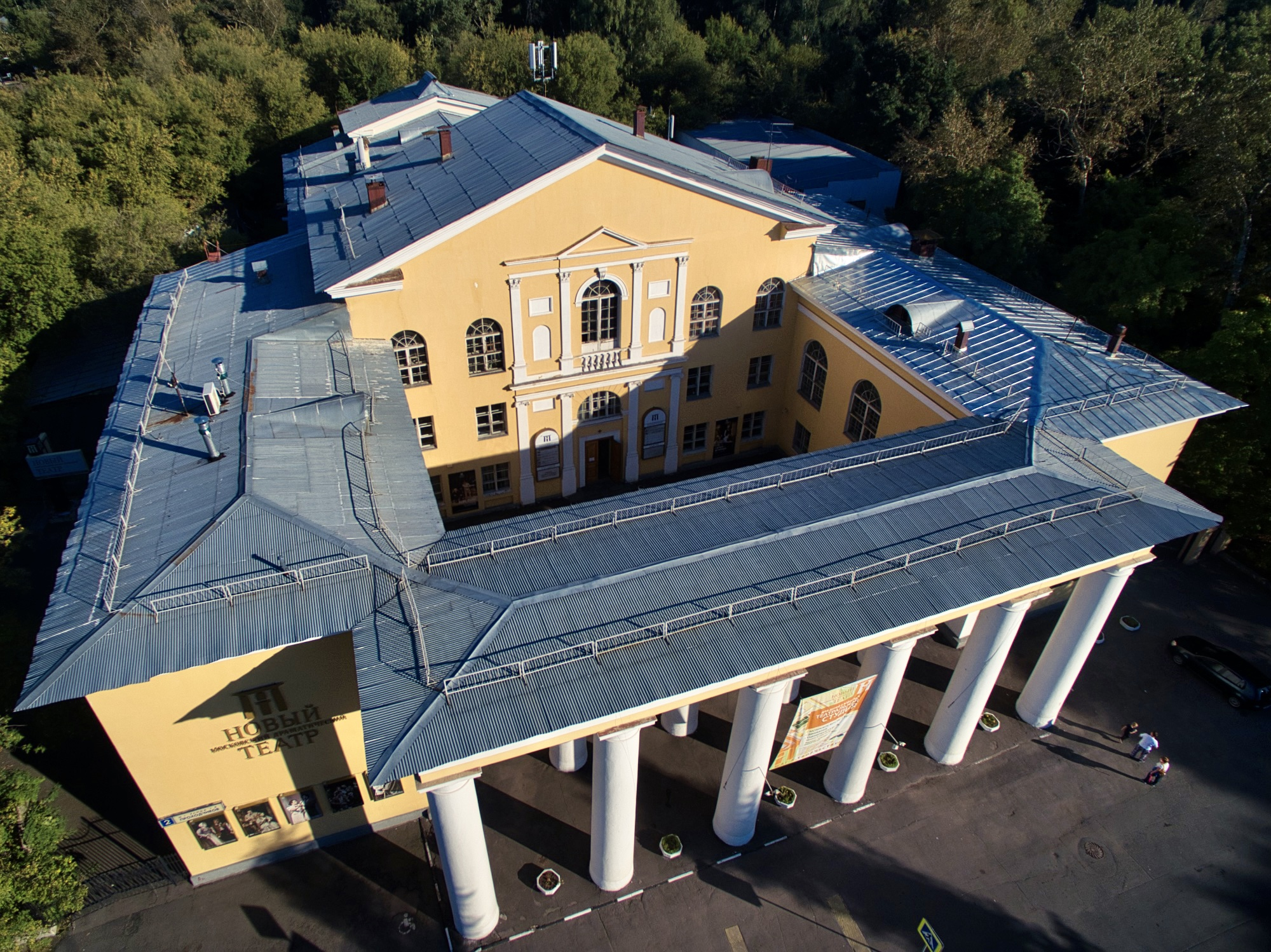
Московский Новый драматический театр на ул. Проходчиков, 2

## Примечательные здания и сооружения
По нечётной стороне
- № 9 — лицей информационных технологий № 1537; На здании установлена мемориальная доска: «В этом здании в декабре 1941 — марте 1942 был сформирован 25-й гвардейский минометный полк. В боях за свободу Советской Родины он был удостоен наименования „Никопольский“ и награждён орденами Красного Знамени и Александра Невского»[6].

По чётной стороне:
- № 2 — Здание дома культуры Метростроя. Ныне здание занимает Московский новый драматический театр;
- № 4 — жилой дом, ТСЖ «Арена цирка»;
- № 6 — социально-реабилитационный центр для несовершеннолетних «Возрождение»;
- № 12 — участковый пункт полиции.